# Nepeta septemcrenata
Nepeta septemcrenata là một loài thực vật có hoa trong họ Hoa môi. Loài này được Ehrenb. ex Benth. mô tả khoa học đầu tiên năm 1834.